# Jeep Cherokee (XJ)
El Jeep Cherokee (XJ) es un vehículo utilitario deportivo compacto fabricado y comercializado en una sola generación por Jeep. En los Estados Unidos se produjo desde 1983 hasta 2001, y en el resto del mundo hasta 2014. Con cinco plazas y motor delantero, estaba disponible en configuraciones de dos o cuatro puertas y con tracción trasera o en las cuatro ruedas.
Compartiendo el nombre del modelo Cherokee SJ original de tamaño completo, el Cherokee XJ de 1984 fue el primer diseño completamente nuevo de Jeep desde el SJ Wagoneer de 1963, así como el primer vehículo todoterreno estadounidense fabricado con un diseño de carrocería y bastidor totalmente integrado (monocasco). y formó la base mecánica del Jeep Comanche (MJ) pickup (1985-1992).
Jeep comercializó los XJ como "Sportwagon", precursores del moderno vehículo utilitario deportivo (SUV), antes de que se utilizara ese término. Al XJ se le atribuye el mérito de generar competidores, ya que otros fabricantes de automóviles notaron que el diseño canibalizaba las ventas de los automóviles convencionales, que suplantó el papel de las camionetas y que transformó el tipo de vehículo "de camión a limusina a los ojos de innumerables propietarios suburbanos", aunque GM también había lanzado un año antes los SUV compactos con tracción trasera y tracción en las cuatro ruedas orientados a la carretera, comercializando el Chevrolet Blazer y el GMC S-15 Jimmy, inicialmente disponibles solo en configuración de dos puertas.
El libro de 2007 Jeep Off-Road señalaba al XJ como un "eslabón importante en la evolución de los 4x4". En 2011, la revista Kiplinger seleccionó al XJ como uno de los "automóviles que se niegan a morir". El periodista automotriz Robert Cumberford, escribiendo para Automobile, calificó al Jeep XJ como uno de los 20 mejores coches de todos los tiempos; por su diseño, y "posiblemente la mejor forma de SUV de todos los tiempos, es el modelo paradigmático al que han aspirado otros diseñadores desde entonces".

## Contexto
Los diseños del Cherokee XJ de tamaño compacto se remontan a 1978, cuando un equipo de ingenieros de American Motors Corporation (AMC) y de Renault dibujó varios bocetos. Los modelos de arcilla se basaron en el SJ Cherokee de tamaño completo de aquel momento. Los primeros bocetos del Cherokee XJ tuvieron una influencia europea, aunque la mayoría de las claves de estilo fueron realizadas por ingenieros de AMC bajo la dirección de Dick Teague, vicepresidente de diseño.
Al darse cuenta de que General Motors estaba desarrollando un nuevo Blazer basado en el S-10 de dos puertas, AMC decidió desarrollar un modelo de cuatro puertas completamente nuevo además de una versión de dos puertas. El vicepresidente de ingeniería de American Motors, Roy Lunn, diseñó lo que se conoce como la suspensión "Quadra-Link", que limitaba los vuelcos. François Castaing de Renault desarrolló el tren motriz utilizando un motor mucho más pequeño que el que normalmente se encuentra en los vehículos 4WD y redujo el peso del nuevo modelo. Es "digno de mención como el primer 4x4 no militar con construcción monocasco". El diseño poco convencional mejoró la durabilidad y la capacidad todoterreno del XJ, lo que finalmente convenció a la mayoría de los críticos, incluso en aquellos modelos con los primeros motores de poca potencia de origen GM. El XJ se describe como "el primer SUV crossover pequeño en los EE. UU.", con "mucha de la dureza de Jeep (y un motor de seis cilindros en línea) incorporado". El diseño y el posicionamiento en el mercado del XJ, junto con el AMC Eagle, esencialmente "presagiaron la moda de los vehículos utilitarios «crossover» basados en automóviles convencionales".
"El nuevo Jeep XJ... era 1200 libras (544 kg) más ligero, 31 pulgadas (787 mm) más corto, 6 pulgadas (152 mm) más estrecho y 4 pulgadas (102 mm) más bajo que el Cherokee SJ al que reemplazó y, sin embargo, gracias a su construcción monocasco, el XJ mantuvo el 90 por ciento del volumen interior de su predecesor ." Y, no solo se mejoró mucho la economía de combustible, sino que "la articulación también era mejor, al igual que la distancia al suelo, así como los ángulos de aproximación, salida y ventral. Estos, junto con su perfil más pequeño, hacían que el XJ fuese mejor tanto fuera de la carretera como dentro."
Aunque los modelos XJ se acababan de presentar, AMC comenzó rápidamente a desarrollar su sucesor. Para competir contra sus rivales mucho más grandes, el fabricante de automóviles más pequeño de EE. UU. creó un proceso comercial que ahora se conoce como gestión del ciclo de vida del producto para acelerar su proceso de desarrollo. En 1985, el desarrollo y la ingeniería ya se basaron en los sistemas de diseño asistido por computadora (CAD), mientras que los nuevos sistemas almacenaban todos los dibujos y documentos en una base de datos central. Este sistema pionero fue tan efectivo que después de que Chrysler comprase AMC en 1987, expandió el sistema a toda su propia empresa.
El presentador de televisión británico y experto en automovilismo Quentin Willson describió al Jeep XJ como "un verdadero ícono 4x4" y uno de los "pocos coches realmente grandiosos... que, a pesar de haber sido dejado atrás por los modelos más nuevos, aún ofrece nuevas y sugerentes posibilidades, más relevantes a medida que envejece".

## 1984-1996
El Cherokee XJ presentado para el año del modelo de 1984 fue el primer Jeep con un chasis de caja de escalera integrado en una sola unidad monocasco, en lugar de la construcción con un bastidor separado tradicional. El diseño era rígido y resistente con aproximadamente 3200 soldaduras en una carrocería completa, "pero maravillosamente liviano, [el] monocasco permitió un rendimiento sobresaliente incluso con el nuevo motor de cuatro cilindros de 2.5 litros/150 pulgadas cúbicas de AMC".
Las versiones de dos y cuatro puertas del Cherokee XJ se ofrecieron a lo largo de todo su período de producción, cada una con exactamente las mismas medidas de vía y distancia entre ejes. Los modelos de dos puertas, sin embargo, recibieron puertas más largas y asientos delanteros que podían plegarse hacia adelante para facilitar la entrada y la salida de los pasajeros de las plazas traseras. Esto se sumó a las ventanas traseras de longitud extendida que no se abrían, aunque en algunos modelos estaba disponible una ventana de ventilación trasera opcional.
Esta versión fue la primera en venderse en Europa: se lanzó en 1989 en Francia (comercializado a través de Renault), en 1992 en algunos mercados y en 1993 en el Reino Unido. Las primeras versiones tenían únicamente el motor de seis cilindros en línea de 4.0 litros/242 pulgadas cúbicas; el motor de 2,5 litros (150 CID) no llegó a Europa hasta 1995. El mamparo del compartimiento motriz del XJ tenía muescas para acomodar el motor más largo de 4,0 L.
A mediados de 1985, se agregó a la gama una versión del Cherokee con solo dos ruedas motrices. Esta fue la primera vez que se ofreció un producto Jeep con tracción en dos ruedas desde 1967, y se hizo con la esperanza de atraer a algunos compradores más que no necesitaban (o no querían pagar) la tracción en las cuatro ruedas. Cuando se presentó el Cherokee XJ Comanche (MJ), también estaba disponible con tracción en dos y cuatro ruedas. Los nuevos modelos con tracción en dos ruedas compartían la suspensión delantera (con la barra de seguimiento, los brazos de control y las rótulas) con los modelos con tracción en las cuatro ruedas. Jeep simplemente usó un solo tubo de eje de cubo a cubo sin diferencial entre ellos, lo que resultó en una suspensión delantera económica.
Para 1996, en parte para cumplir con las nuevas regulaciones de emisiones y de escape OBD-II de EE. UU., el sistema de gestión del motor se actualizó al entonces nuevo PCM "JTEC" de Chrysler. Esto agregó los beneficios secundarios de mejorar la fiabilidad y facilitar los diagnósticos.
El Cherokee XJ compacto de American Motors iba a ser reemplazado por un modelo nuevo y más grande conocido como ZJ (más tarde llamado Jeep Grand Cherokee cuando se presentó en 1993) que estaba siendo desarrollado por AMC. Sin embargo, la sostenida popularidad del modelo más pequeño hizo que los ejecutivos de Chrysler reconsideraran esta decisión, y aunque los modelos ZJ se introdujeron en 1993, los modelos XJ se mantuvieron hasta 2001. El Jeep XJ sigue siendo una opción popular entre los entusiastas del todoterreno debido a su gran capacidad todoterreno incluso en las unidades con equipamiento estándar. Su popularidad ha dado como resultado un fuerte apoyo continuo del mercado de repuestos en forma de una amplia variedad de productos.

### Wagoneer
Una variación del Cherokee de 1983 a 1990 fue el Jeep Wagoneer. Este diseño no estaba relacionado con los modelos Grand Wagoneer de tamaño completo con nombres similares que habían llevado el mismo nombre. El compacto XJ Wagoneer estaba disponible en dos niveles de equipamiento: el "Wagoneer" y el "Wagoneer Limited". Ambos se distinguían de los modelos Cherokee de 1983 a 1985 por una parrilla ligeramente diferente y un emblema "Jeep" más pequeño desplazado hacia el lado del conductor. A partir de 1985, cambiaron a dos faros delanteros de luz alta y baja apilados verticalmente (también conocidos como "ojos de araña") con las señales de giro delanteras movidas detrás de la parrilla. Mientras que las luces traseras del Cherokee estaban divididas en un 50 por ciento con una sección roja sobre una sección ámbar, las luces traseras de los Wagoneer tenían una sola lente roja. El Wagoneer Limited vino con molduras de madera de vinilo en los costados y asientos de tela con cojines de cuero. El rótulo "Limited" estaba grabado en relieve en los respaldos de los asientos delanteros y en el centro del respaldo del asiento trasero.

### Mercados de flotas
A principios y mediados de la década de 1990, el Jeep Cherokee comenzó a ser popular como vehículo de distintos organismos gubernamentales y de la policía. El paquete policial Cherokee AHB se introdujo durante el año modelo de 1992, y para 1996, Jeep lanzó una versión especial del Cherokee XJ SE para uso policial y de flotas. No presentaba manijas interiores en las puertas traseras, e incluía una versión revisada de alto rendimiento del motor de seis cilindros en línea "Power-Tech" de 4.0 L que rendía de 190 caballos. El nuevo motor HO reemplazó a la versión anterior de 177 hp del motor 4.0 L en todas las unidades.
El Cherokee también se fabricó con volante a la derecha, inicialmente para el Servicio Postal de los Estados Unidos. Como un modelo derivado, permitió que Jeep en años posteriores se introdujera en los mercados con volante a la derecha: el Cherokee salió a la venta tanto en el Reino Unido como en Irlanda en 1993. También se vendió en Japón, pero debido a las estrictas leyes de inspección del país, muchos Cherokee usados del mercado japonés han regresado a los EE. UU., para que los utilicen los carteros rurales.

### Motores
| Nombre                        | Cilindrada          | Disposición | Combustible | Potencia                   | Par motor                       | Notas                       | Años                                   |
| ----------------------------- | ------------------- | ----------- | ----------- | -------------------------- | ------------------------------- | --------------------------- | -------------------------------------- |
| 2.5 L AMC 150                 | 2464 cm³ (150 plg³) | I4, OHV     | Gasolina    | 105 HP (78 kW) a 5000 rpm  | 132 lb·pie (179 N·m) a 2800 rpm | Carburador de un cuerpo     | 1984-1985                              |
| 2.5 L AMC 150                 | 2464 cm³ (150 plg³) | I4, OHV     | Gasolina    | 117 HP (87 kW) a 5000 rpm  | 135 lb·pie (183 N·m) a 3500 rpm | Renix TBI                   | 1986                                   |
| 2.5 L AMC 150                 | 2464 cm³ (150 plg³) | I4, OHV     | Gasolina    | 121 HP (90 kW) a 5250 rpm  | 141 lb·pie (191 N·m) a 3250 rpm | Renix TBI                   | 1987-1990                              |
| 2.5 L AMC 150                 | 2464 cm³ (150 plg³) | I4, OHV     | Gasolina    | 130 HP (97 kW) a 5250 rpm  | 149 lb·pie (202 N·m) a 3250 rpm | Chrysler MPI                | 1991-1996                              |
| 2.8 L V6                      | 2838 cm³ (173 plg³) | V6, OHV     | Gasolina    | 110 HP (82 kW) a 4800 rpm  | 145 lb·pie (197 N·m) a 2100 rpm | Chevrolet LR2               | 1984                                   |
| 2.8 L V6                      | 2838 cm³ (173 plg³) | V6, OHV     | Gasolina    | 115 HP (86 kW) a 4800 rpm  | 150 lb·pie (203 N·m) a 2400 rpm | Chevrolet LR2               | 1985-1986                              |
| 2.1 L TurboDiésel Douvrin J8S | 2068 cm³ (126 plg³) | I4, SOHC    | Diésel      | 85 HP (63 kW) a 3750 rpm   | 132 lb·pie (179 N·m) a 2750 rpm | Renault J8S                 | 1985-1994 (1985-1987 en Norte América) |
| 4.0 L AMC 242                 | 3959 cm³ (242 plg³) | I6, OHV     | Gasolina    | 173 HP (129 kW) a 4500 rpm | 220 lb·pie (298 N·m) a 2500 rpm | Renix MPI                   | 1987                                   |
| 4.0 L AMC 242                 | 3959 cm³ (242 plg³) | I6, OHV     | Gasolina    | 177 HP (132 kW) a 4500 rpm | 224 lb·pie (304 N·m) a 2500 rpm | Renix MPI                   | 1988-1990                              |
| 4.0 L AMC 242                 | 3959 cm³ (242 plg³) | I6, OHV     | Gasolina    | 190 HP (142 kW) a 4750 rpm | 225 lb·pie (305 N·m) a 3950 rpm | Chrysler MPI, alta potencia | 1991-2001                              |
| 2.5 L TurboDiésel VM 425      | 2499 cm³ (152 plg³) | I4, OHV     | Diésel      | 114 HP (85 kW) a 3900 rpm  | 221 lb·pie (300 N·m) a 2000 rpm | VM Motori 425 OHV           | 1994-2001                              |

## 1997-2001

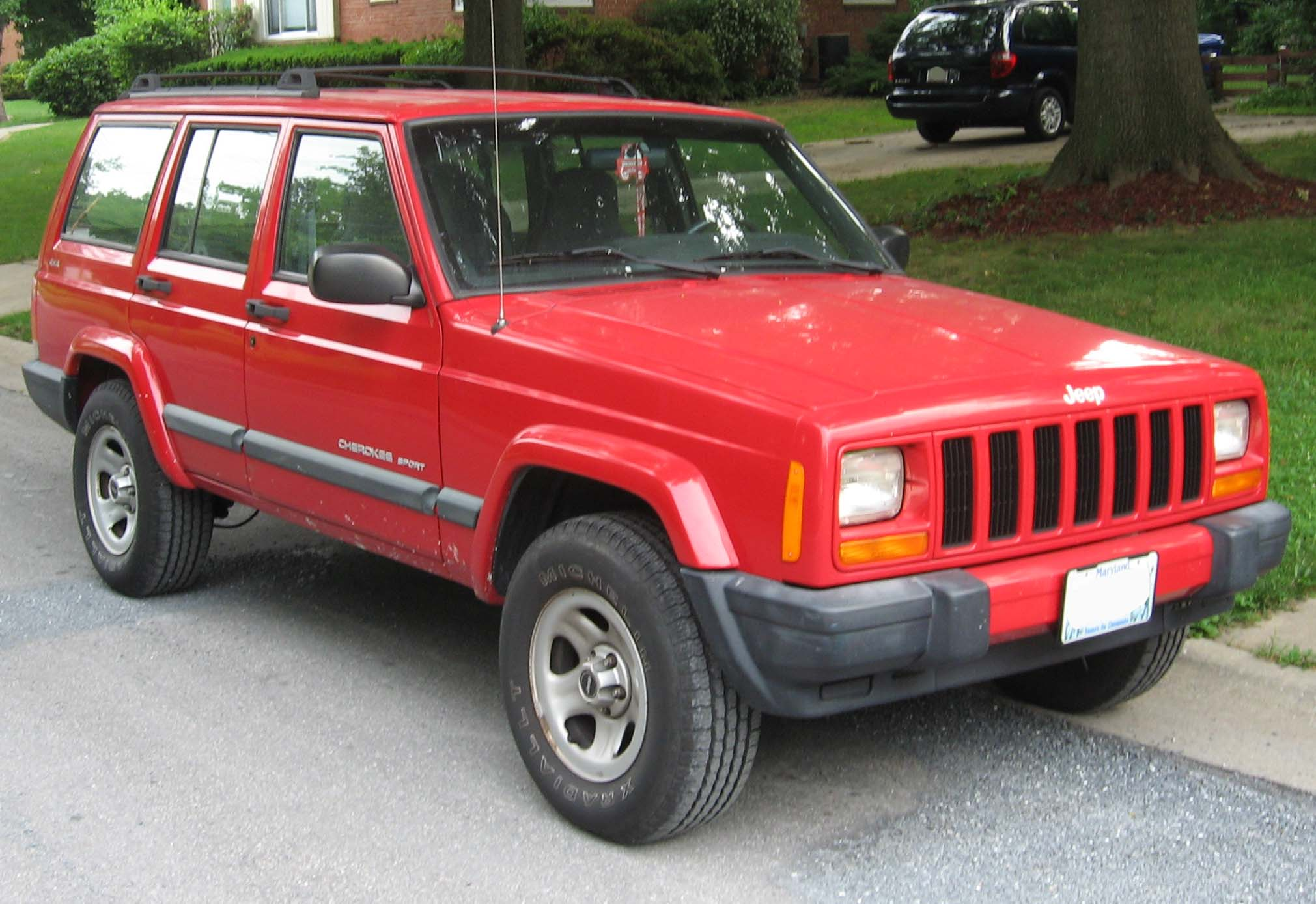
Cherokee Sport 4-puertas (1997-2001)

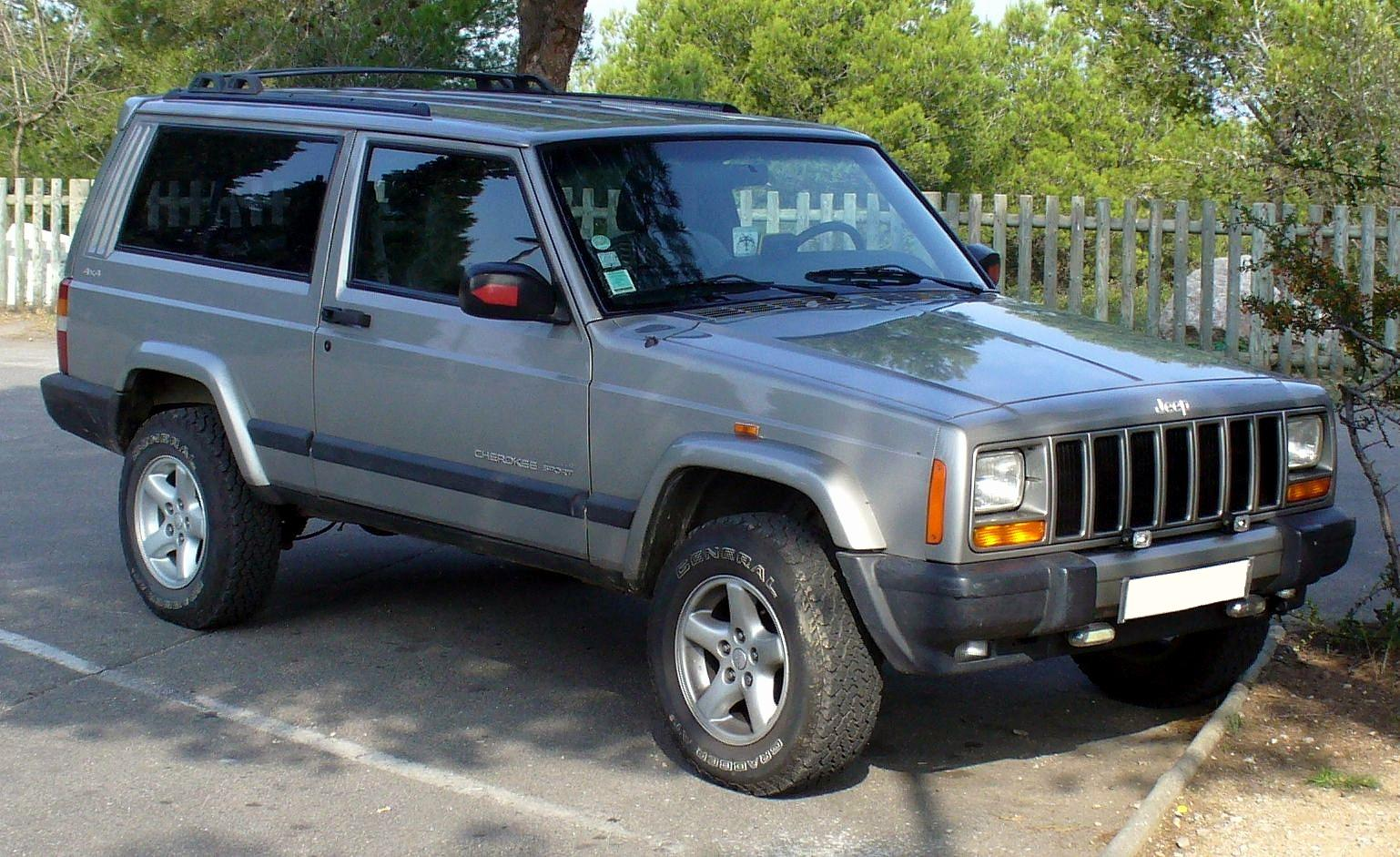
Cherokee Sport 2-puertas (1997-2001) en Alemania

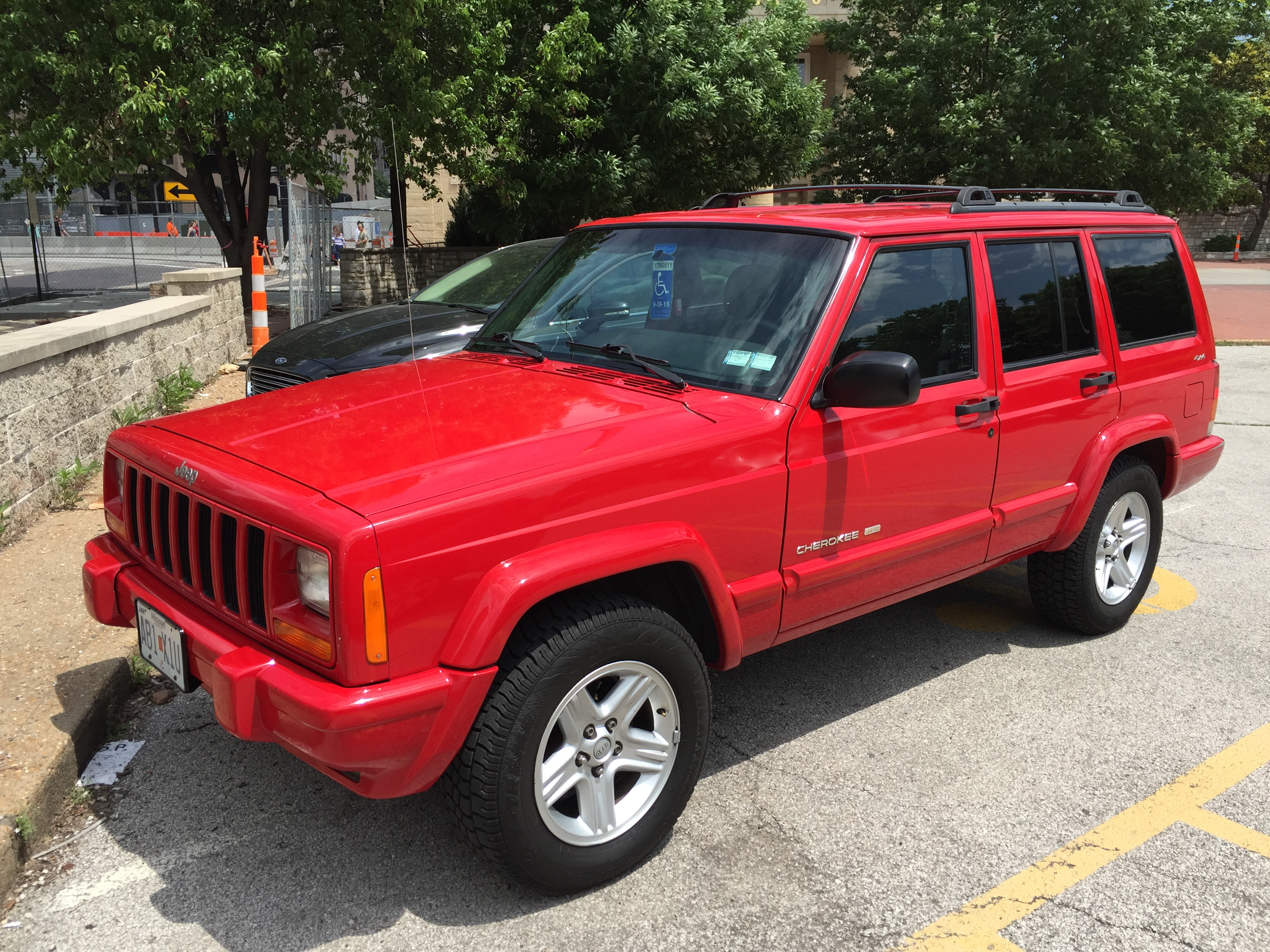
Jeep Cherokee (XJ) Limited (1998-2001)

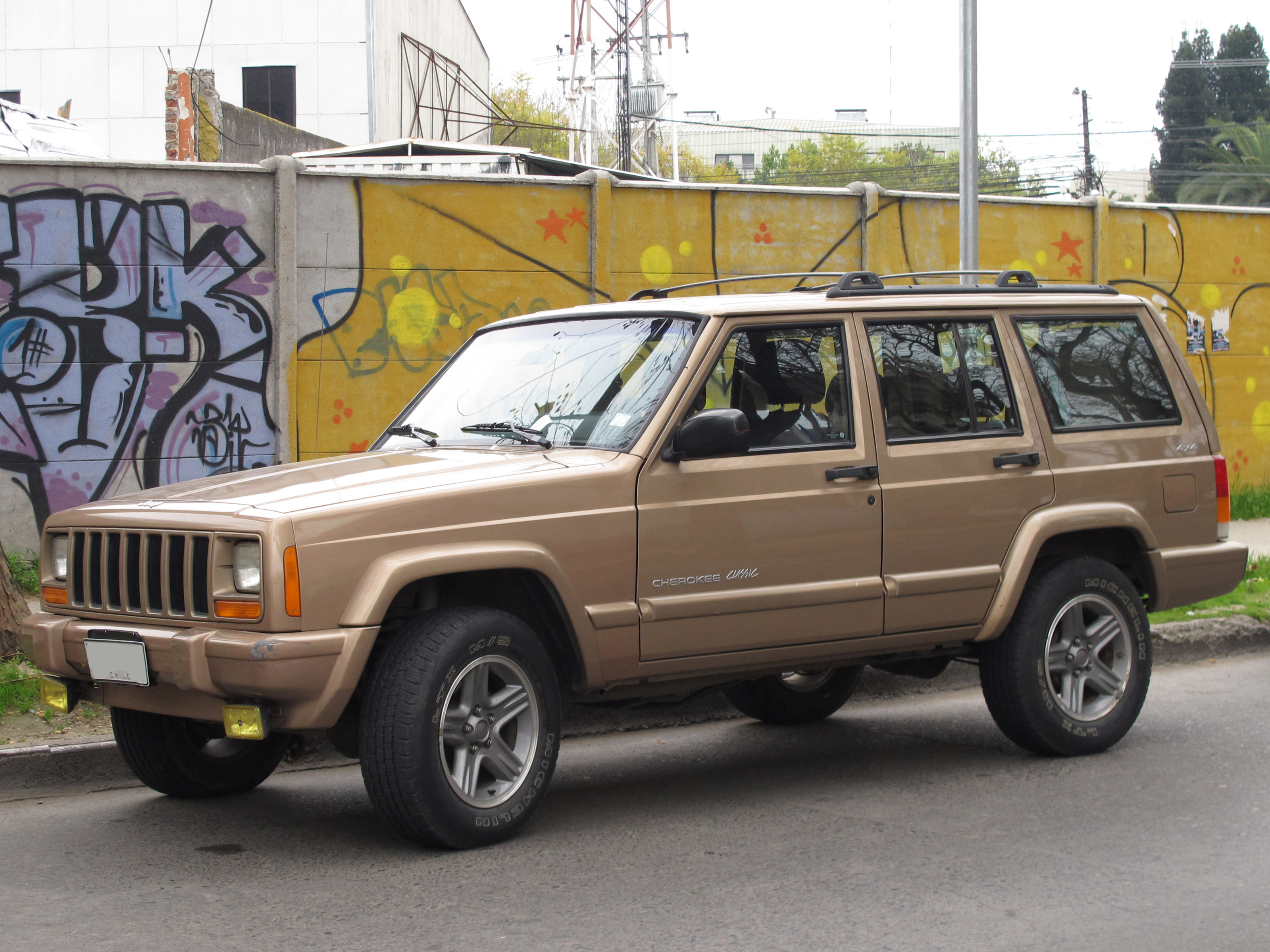
Cherokee 4.0L Classic de 2000

Después de 13 años de producción, en febrero de 1997, el Cherokee recibió un estilo exterior e interior actualizado. Tanto las carrocerías de dos como las de cuatro puertas permanecieron en producción y recibieron una puerta levadiza trasera de acero (que reemplazó a la de fibra de vidrio utilizada anteriormente), luces traseras rediseñadas, molduras de plástico adicionales en las puertas, así como un nuevo panel de cabecera frontal que presentaba un estilo más aerodinámico. La rueda de repuesto permaneció montada en el panel trasero interior del lado del conductor en el maletero. Peter Gruich inventó un nuevo y exclusivo portallantas de repuesto mientras trabajaba para los programas especiales de Jeep que utilizaba la barra de enganche del remolque y un soporte de pivote único y, aunque fue el único portallantas de repuesto externo que pasó la prueba completa de durabilidad de Jeep, no fue ofrecido a la venta.
El interior se actualizó de manera similar con un diseño completamente nuevo y un panel de instrumentos que presentaba la primera estructura de retención del panel de instrumentos simétrica moldeada por soplado. Este panel de instrumentos presentaba un grupo de instrumentos/soporte de bolsa de aire único también inventado por Peter Gruich, que permitía el intercambio de los dos componentes para que el vehículo se vendiera en los mercados de volante a la derecha y a la izquierda, con bolsas de aire para el conductor y el pasajero. Un emisor de pitidos reemplazó al zumbador. Un bastidor monocasco más rígido permitió reducir la generación de ruidos y vibraciones, mejorando el manejo del coche. También contribuyeron a mejorar estos aspectos los nuevos sellos de las puertas, que redujeron el ruido del viento a velocidades más altas.
A mediados del año modelo de 1999, los vehículos con motor de 4.0 L recibieron un colector de admisión revisado. Esto se hizo para contrarrestar el efecto de los puertos de escape más pequeños en la última fundición de culatas, que se hizo para cumplir con las leyes de control de emisiones más estrictas. Tanto los motores de cuatro como los de seis cilindros se ofrecieron hasta el año modelo de 2000, aunque solo el de seis cilindros en línea estaba disponible en 2001. Para los años modelo de 2000 y 2001, todos los XJ de seis cilindros recibieron un sistema de encendido sin distribuidor que usaba bobina-encendido por bujía y chispa en el ciclo vaciado, reemplazando el sistema tipo distribuidor utilizado anteriormente. Junto con los puertos de escape mejorados y los nuevos colectores de admisión, el sistema bobina-bujía permitió mejorar el rendimiento y reducir las emisiones generadas en comparación con los modelos anteriores. Las opciones de transmisión, eje y caja de transferencia se trasladaron de los modelos anteriores.
Sin embargo, se estaban produciendo cambios importantes con un nuevo ejecutivo, Wolfgang Bernhard, conocido como "recortador de costos". Apodado "torbellino", se le trajo de Mercedes-Benz para cambiar Chrysler. "Uno de los primeros movimientos que hizo Bernhard cuando llegó a Chrysler en 2000 fue ayudar a acabar con el Jeep Cherokee, un SUV viejo y un tanto anodino". Por lo tanto, la línea (XJ) Cherokee fue reemplazada en 2001 por el Jeep Liberty (KJ), aunque conservó la placa de identificación "Cherokee" en la mayoría de los mercados extranjeros.
El Cherokee (XJ) siguió siendo un vehículo popular entre los entusiastas del todoterreno. Su diseño ha sido señalado como uno de los mejores de todos los tiempos. Popular Mechanics incluyó al XJ como uno de "los 25 coches cuadrados más grandes de todos los tiempos".
Cuando la producción del (XJ) Cherokee finalizó en junio de 2001, se demolió la parte de la planta de ensamblaje (Toledo South) dedicada a su producción.

### Mercados de flotas
En 1997, el Cherokee XJ se hizo popular en las flotas policiales y gubernamentales. La producción del paquete de servicio especial Cherokee continuó para el año modelo de 1997 y hasta el año modelo de 2001. Todavía tenía las mismas características que el Paquete de servicio especial Cherokee de 1996, pero el motor ahora rendía 145 kW. En 2001, cuando cesó la producción del Cherokee XJ y fue reemplazado por el Jeep Liberty, el paquete de servicio especial Cherokee se suspendió. El Jeep Liberty nunca presentó un paquete de servicio especial, aunque la policía y las agencias gubernamentales lo usaron en sus flotas.

### Motores
| Nombre            | Cilindrada        | Disposición | Combustible | Potencia                   | Par motor                       | Notas                       | Años      |
| ----------------- | ----------------- | ----------- | ----------- | -------------------------- | ------------------------------- | --------------------------- | --------- |
| 2.5L AMC 150      | 2464 cc (150 CID) | I4, OHV     | Gasolina    | 125 HP (93 kW) a 5400 rpm  | 150 lb·pie (203 N·m) a 3250 rpm | Chrysler MPI                | 1997-2000 |
| 4.0 Litre AMC 242 | 3964 cc (242 CID) | I6, OHV     | Gasolina    | 190 HP (142 kW) a 4600 rpm | 225 lb·pie (305 N·m) a 3000 rpm | Chrysler MPI, alta potencia | 1991-1999 |
| 4.0 Litre AMC 242 | 3964 cc (242 CID) | I6, OHV     | Gasolina    | 193 HP (144 kW) a 4600 rpm | 231 lb·pie (313 N·m) a 3000 rpm | Chrysler MPI, alta potencia | 2000-2001 |
| TurboDiésel       | 2499 cc (153 CID) | I4, OHV     | Diésel      | 114 HP (85 kW) a 3900 rpm  | 221 lb·pie (300 N·m) a 2000 rpm | VM Motori 425 OHV           | 1997-2001 |

## Niveles de equipamiento

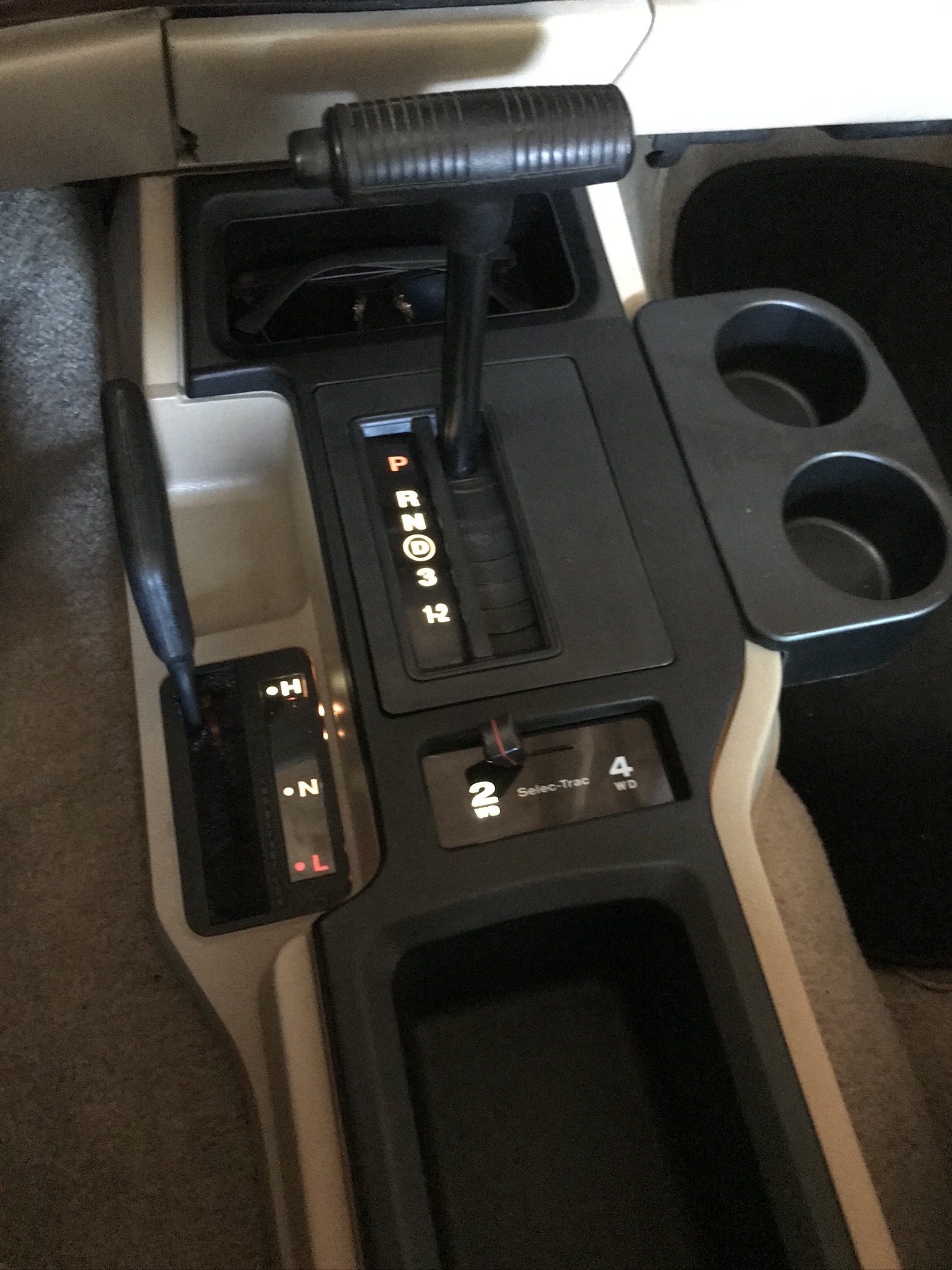
Controles de consola para la caja de transferencia SelecTrac, NP228 (1984-1986)

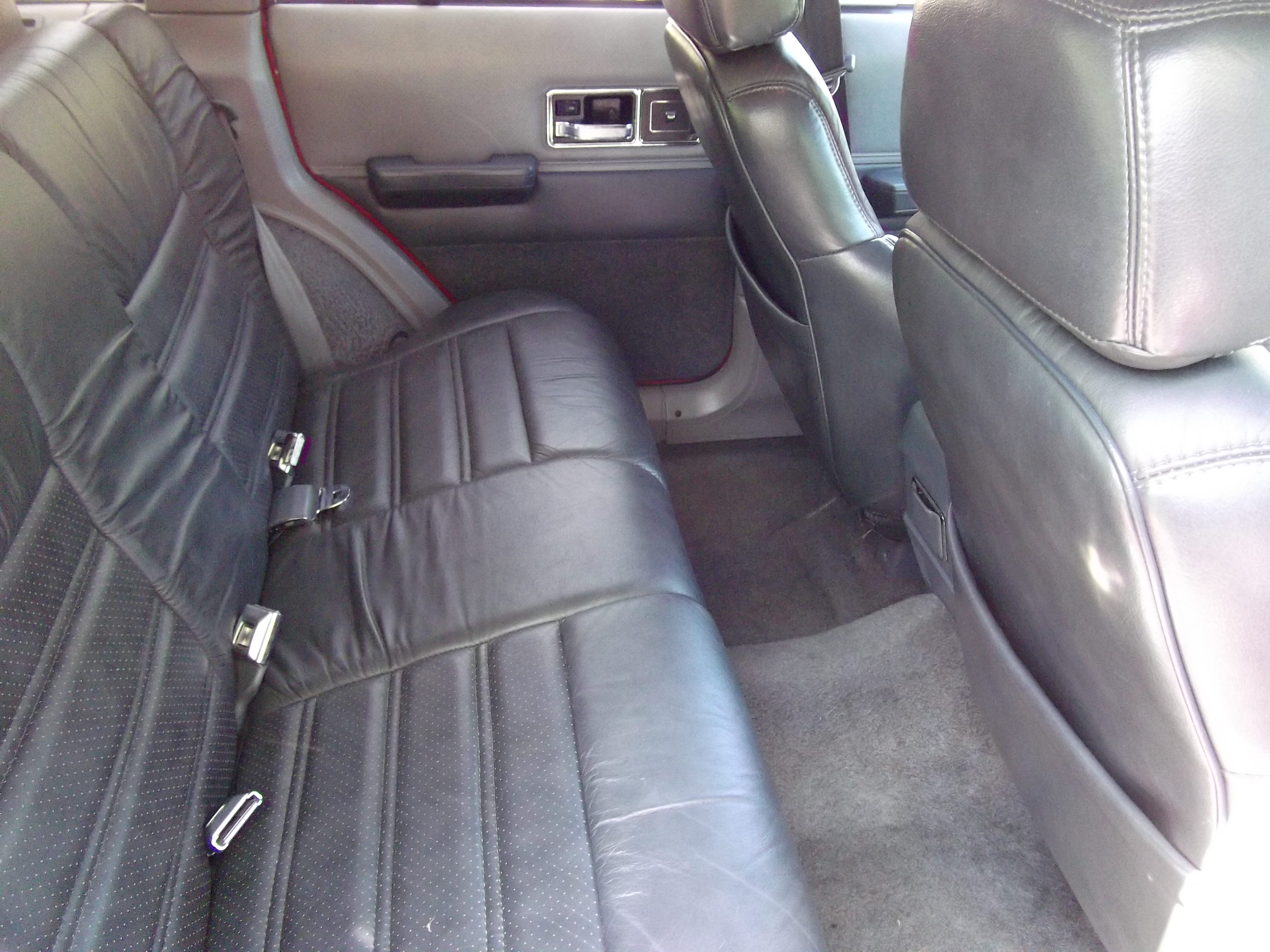
Se muestra el asiento de banco trasero Cherokee Limited (1987-1992) de 1992

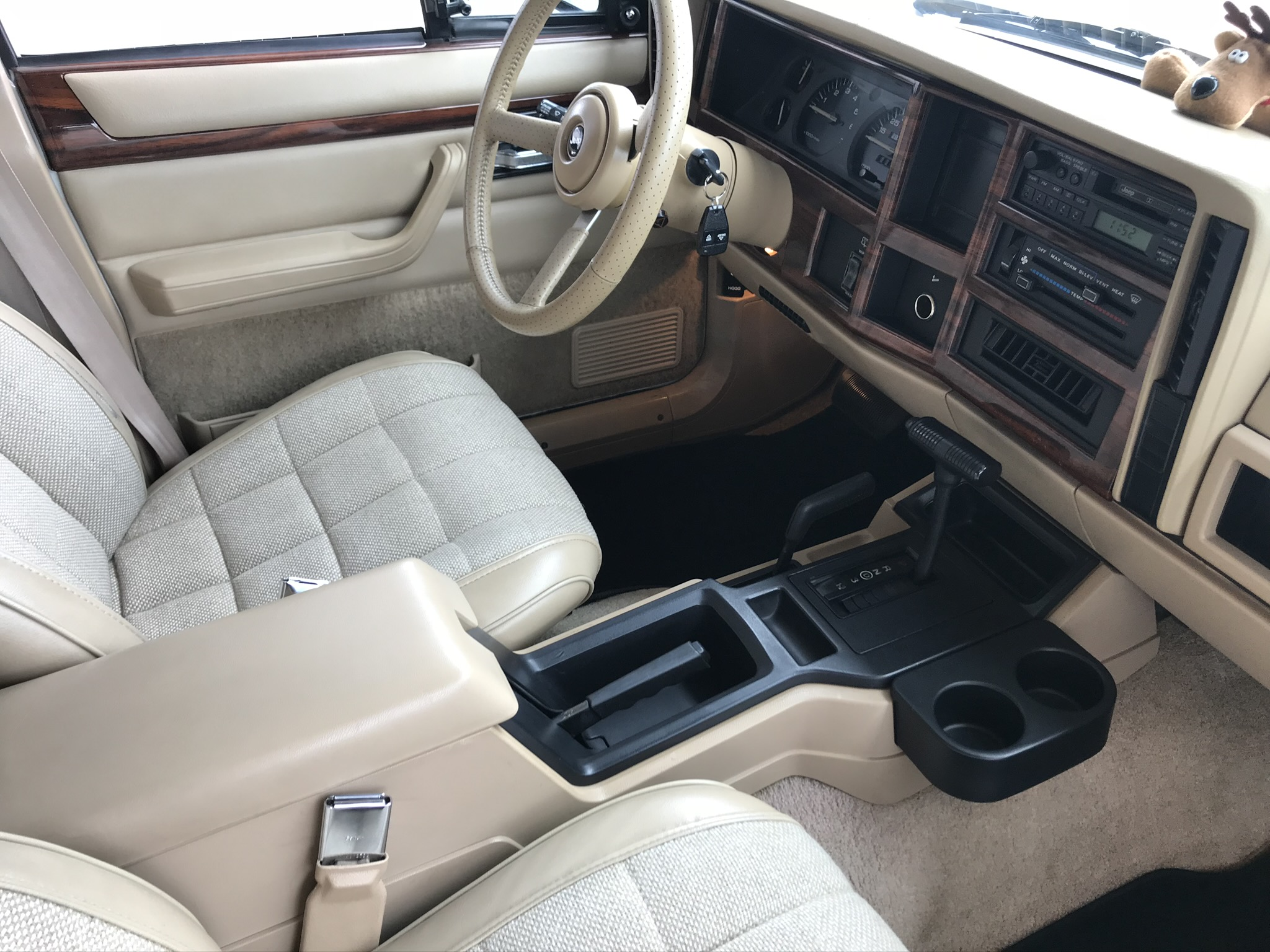
Interior de un Cherokee Country de 1993

- Base - 1984-1993 / SE - 1994-2001 incluía: tapicería de vinilo o tela, ruedas de acero integrales y radio AM con dos altavoces. El SE reemplazó al Base en 1994. En años posteriores, fue el único nivel de equipamiento ofrecido para el modelo de dos puertas.
- Chief - 1984-1990 incluía: tapicería de tela a cuadros y radio AM/FM con dos altavoces.
- Pioneer - 1984-1990 incluía: tapicería de tela a cuadros, ruedas de acero y radio AM con dos altavoces.
  - Pioneer Olympic Edition - 1988 incluía: tapicería de tela, radio AM/FM con dos altavoces y aire acondicionado.
- Wagoneer - 1984-1990 incluía: tapicería de tela acanalada con detalles de cuero, detalles interiores de imitación madera de arce con calcomanías exteriores de madera laminada, ruedas de aleación, radio AM/FM con reproductor de casetes y cuatro altavoces, apertura remota sin llave (sistema de infrarrojos) para el año modelo 1990, consola de techo para el año modelo 1990, asientos eléctricos duales y aire acondicionado. Considerado por AMC como un modelo separado y no parte de la serie Cherokee.
- Laredo - 1985-1992 incluía: detalles cromados, tapicería de tela a cuadros (1985-1987) o "tela de equipaje" (1988-1992) con la opción de estilo "Briarwood". Asientos de cuero y vinilo solo para el año modelo 1992, ruedas de aleación de cinco radios, radio AM/FM con cuatro altavoces y la opción de seis altavoces Jensen AccuSound, entrada remota sin llave por infrarrojos (un botón) (si estaba equipado con seguros eléctricos), consola superior opcional, asientos eléctricos duales opcionales y aire acondicionado. Reemplazado por el Country en 1993.
- Limited - 1987-1992, 1998-2001 incluía: pintura de un solo tono, tapicería de cuero y vinilo, ruedas con radios de encaje del color combinado, radio AM/FM con reproductor de casetes y seis altavoces Jensen AccuSound, infrarrojos (un solo botón) entrada remota sin llave, una consola en el techo, asientos eléctricos duales y aire acondicionado. Este modelo de equipamiento fue reemplazado por el Country en 1993 y luego se reincorporó a la gama en 1998 para reemplazar al Country.
- Sport - 1988-2001 incluía: tapicería de tela y vinilo, radio AM/FM y dos altavoces (más tarde, agregó un reproductor de casetes y cuatro altavoces), llantas integrales de acero o de aleación opcionales, apaertura remota sin llave opcional por infrarrojos (botón único) (1988-1996) o radiofrecuencia (botón doble) (1997-2001) (si estaba equipado con seguros eléctricos) y aire acondicionado.
- Briarwood - 1991-1992 (reemplazó al Wagoneer) incluía: tapicería de cuero y vinilo, detalles interiores de imitación de madera de arce con calcomanías exteriores de madera laminada, ruedas con radios de encaje, radio AM/FM con reproductor de casetes y seis altavoces Jensen AccuSound, entrada remota sin llave por infrarrojos (un solo botón), una consola en el techo, asientos eléctricos dobles y aire acondicionado.
- Country - 1993-1997 incluía: pintura de dos tonos similar a "Laredo" con una raya diplomática del color mejorada y la opción de oro "champagne" junto con plata como opciones decorativas, el reemplazo de varios interiores, anteriormente detalles cromados con negro mate (modelos Base y Sport, también, a partir del año modelo 1993), tapicería de tela y vinilo ("tela de equipaje") con la opción de cuero (excluyendo el año modelo 1993), imitación de madera de caoba detalles interiores, ruedas con radios de encaje, radio AM/FM con reproductor de casetes y cuatro altavoces con la opción de seis altavoces Jensen AccuSound, consola de techo opcional (excluyendo el año modelo 1993), infrarrojos (botón doble) (1993-1996) o radiofrecuencia (botón doble) (1997) entrada remota sin llave (si estaba equipado con seguros eléctricos), asientos eléctricos duales opcionales y aire acondicionado. Reemplazado por el Classic y el Limited en 1998.
- Classic - 1996, 1998-2001 incluía: color de pintura de un solo tono, tapicería de tela, ruedas de aleación de 16", radio AM/FM con reproductor de casetes y cuatro altavoces, entrada remota sin llave por infrarrojos (botón doble), consola en el techo y aire acondicionado. Reemplazado brevemente por el Limited en 1997, y se reincorporó a la gama por debajo del Limited en 1998.
- Orvis - 1999-2000, modelo de producción limitada, solo disponible en el Reino Unido, incluía: insignia especial de Orvis, alfombrillas especiales de Orvis (con logotipos esmaltados cosidos en ellas), llantas de aleación 'Icon' de 16" con combinación de colores en dos tonos, falsas ventilaciones en el capó, alerón en el portón trasero con luz de freno led integrada, volante y asientos de cuero y ajuste eléctrico de 6 posiciones, paneles de las puertas en cuero, cubierta de la rueda de repuesto en cuero, logotipo Orvis grabado en cada reposacabezas, logotipo Orvis dorado en la parte superior de la tapa del cenicero, radio AM/FM con casete, amplificador Infinity y seis altavoces Infinity, entrada remota sin llave, control de crucero, espejos térmicos del lado del conductor y del pasajero y aire acondicionado disponible con el motor AMC 242 de 4.0 litros de seis cilindros en línea con la transmisión automática Aisin AW-4 de 4 velocidades. También estaba disponible el motor VM Motori turbodiésel de cuatro cilindros y 2.5 litros con una transmisión manual de 5 velocidades.[36]
- Freedom - 2000 incluía: insignia especial, grupo de apariencia SE en carrocería deportiva, ruedas de aleación Ultrastar de 16 pulgadas (igual que el 5.9L ZJ de 1998), radio AM/FM con casete, control de acceso remoto de radiofrecuencia sin llave, y aire acondicionado. Basado en el nivel de equipamiento Sport. Disponible con tracción en dos o en las cuatro ruedas.[37]
- 60 Aniversario - 2001 incluía: insignias especiales, tapicería especial, pintura de un solo tono, ruedas de aleación de 16", radio AM/FM con casete, entrada remota sin llave por radiofrecuencia y aire acondicionado. Basado en el nivel de acabado Sport en el Modelo de 2001 solamente.

## Componentes de transmisión disponibles

### Transmisiones manuales
- 1984: Borg-Warner T-4 manual de cuatro velocidades, usado con el motor de 2.5 L I4 solamente, salida de 21 estrías
- 1984-1987: Aisin-Warner AX4 manual de cuatro velocidades, usado con el motor de 2.5 L I4 solamente, salida de 21 estrías
- 1984: Borg-Warner T-5 manual de cinco velocidades, usado con el motor de 2.5 L I4 y 2.8 L V6, salida de 21 estrías
- 1984-2000: Aisin-Warner AX5 manual de cinco velocidades, usado con el motor de 2.5 L I4, 2.1 L I4 diésel y 2.8 L V6, 21 estrías de salida
- 1987-mediados de 1989: Peugeot BA-10/5 manual de cinco velocidades usado con el motor de 4.0 L I6, salida de 21 estrías
- Finales de 1989-1999: manual de cinco velocidades Aisin-Warner AX15, usado con el motor diésel I4 de 2.5 L, I6 de 4.0 L, salida de 23 estrías
- 2000-2001: Nueva transmisión manual de cinco velocidades Venture Gear NV3550, utilizada con el motor diésel I4 de 2,5 L, I6 de 4,0 L, salida de 23 estrías

### Transmisiones automáticas
- 1984-1986: Chrysler A904 automática de tres velocidades usada con el motor I4 de 2.5 L y el V6 de 2.8 L
- 1987-2001: Aisin-Warner AW-4 automática de cuatro velocidades, usada con el motor I6 de 4.0 L
- 1994-2000: Chrysler 30RH automática de tres velocidades, usada con el motor I4 de 2.5 L

### Cajas de transferencia
Todas las cajas de transferencia utilizadas en el Cherokee eran unidades de dos velocidades impulsadas por cadena con carcasas de aluminio. El sistema Command-Trac era estándar en los modelos XJ construidos con tracción 4x4.
| Años modelo | Modelo                | Nombre comercial | Tiempo parcial | Tiempo completo | Relación | Notas |
| ----------- | --------------------- | ---------------- | -------------- | --------------- | -------- | --- |
| 1984-1987   | New Process NP207     | Command-Trac     | Sí             | No              | 2.61:1   | |
| 1984-1986   | New Process NP228/229 | Selec-Trac       | Sí             | Sí              | 2.61:1   | Tiene un interruptor de vacío para la selección 2WD-4WD sobre la marcha y una palanca manual separada para rango bajo |
| 1987-2001   | New Process NP231     | Command-Trac     | Sí             | No              | 2.72:1   | Las posiciones de las marchas son 2HI, 4HI, N, 4LO                                                                    |
| 1987-2001   | New Process NP242     | Selec-Trac       | Sí             | Sí              | 2.72:1   | Las posiciones de las marchas son 2HI, 4 a tiempo completo, 4 a tiempo parcial, N, 4LO                                |

### Ejes
El Jeep XJ utilizaba componentes delanteros y traseros de eje de viga (ejes vivos) en lugar de una suspensión independiente. La configuración del eje vivo ofrece ventajas en la capacidad y el rendimiento todoterreno a expensas de cierta comodidad y capacidad de conducción en carretera. Los modelos de tracción en dos ruedas de mediados de 1985 y posteriores usaban los mismos mecanismos de suspensión y dirección con un solo tubo que conectaba los extremos del eje, lo que también significaba que no había caja de transferencia, eje de transmisión delantero ni diferencial delantero.

#### Eje delantero
- 1984-1996: Dana 30, piñón alto, corte inverso, semiejes de 27 estrías (1989-1995: con ABS usaba juntas universales 5-297x, sin ABS tenía juntas universales 5-260x. Los modelos XJ equipados con el sistema NP228/229 "Selec-Trac" también se produjeron con junta homocinética en lugar de cardán).
- 1996-1999: Dana 30, piñón alto, corte inverso, junta universal 297x/760, ejes de 27 estrías
- 2000-2001: Dana 30, piñón bajo, corte estándar, junta universal 297x/760, ejes de 27 estrías
- 1985-2001: eje delantero recto no motriz solo para tracción en dos ruedas

#### Eje trasero
- 1984-1989: Dana 35, sin clip en C, con sistema antibloqueo de ruedas (ABS) o sin ABS; Dana 44 en algunos modelos
- 1987-1991: Dana 44, modelos con paquete de remolque únicamente, semiejes de 30 estrías, sin ABS
- 1990-1996: Dana 35, clip en C, con ABS o sin ABS
- 1997-2001: Dana 35, clip en C, con ABS
- 1991-1996: Chrysler 8.25 ", clip en C, sin ABS, semiejes de 27 estrías
- Finales de 1996 a 2001: Chrysler 8.25", semiejes con clip en C, sin ABS, de 29 estrías

#### Relaciones de transmisión del eje
Los Jeep XJ venían en varias relaciones de transmisión estándar:
- 3.07:1, transmisión manual, motor I6.
- 3.54:1, transmisión automática, motor I6 con diferencial trasero Dana 44
- 3.54:1, transmisión manual, motor I4 con diferencial trasero Dana 35
- 3.55:1, transmisión automática, motor I6; transmisión manual, motor I4
- 3.73:1, transmisión automática, motor I6, paquete de remolque, paquete UpCountry, manual diésel de 2.5 VM
- 4.10:1, motor 2.5L I4, primeros modelos con paquete de remolque
- 4.56:1, transmisión automática, motor I4, todoterreno o paquete de remolque

### Suspensión
El Jeep XJ utilizaba un resorte helicoidal con una suspensión delantera con amortiguador separado y un resorte de láminas con una suspensión trasera con amortiguador separado.

#### Suspensión delantera
El diseño de la suspensión delantera Quadra-Link ubicaba el eje con cuatro brazos de control delanteros para limitar el movimiento longitudinal y la rotación sobre el eje lateral (reacción de conducción y frenado), dos sobre el eje y dos debajo. Se utilizaba una suspensión Panhard, también conocida como barra de seguimiento, para ubicar el eje lateralmente. Dos resortes helicoidales estaban asentados en la parte superior de la carcasa del eje, así como dos amortiguadores cargados con gas. La suspensión utilizada en los vehículos con el paquete UpCountry opcional proporcionaba una pulgada más de elevación con respecto a la suspensión estándar. Se utilizaba una barra estabilizadora para reducir el balanceo de la carrocería en los giros.

#### Suspensión trasera
El XJ utilizaba una suspensión trasera de ballestas. Cada paquete contenía cuatro resortes de hoja con un ojo fijo en la parte delantera del resorte y un grillete de compresión en la parte trasera. También se utilizan dos amortiguadores de gas, junto con una barra estabilizadora/antivuelco suave. La suspensión utilizada en los vehículos con el paquete opcional UpCountry no empleaba la barra estabilizadora/antivuelco trasera y proporcionaba una pulgada de elevación sobre la suspensión estándar.

## XJ en Europa

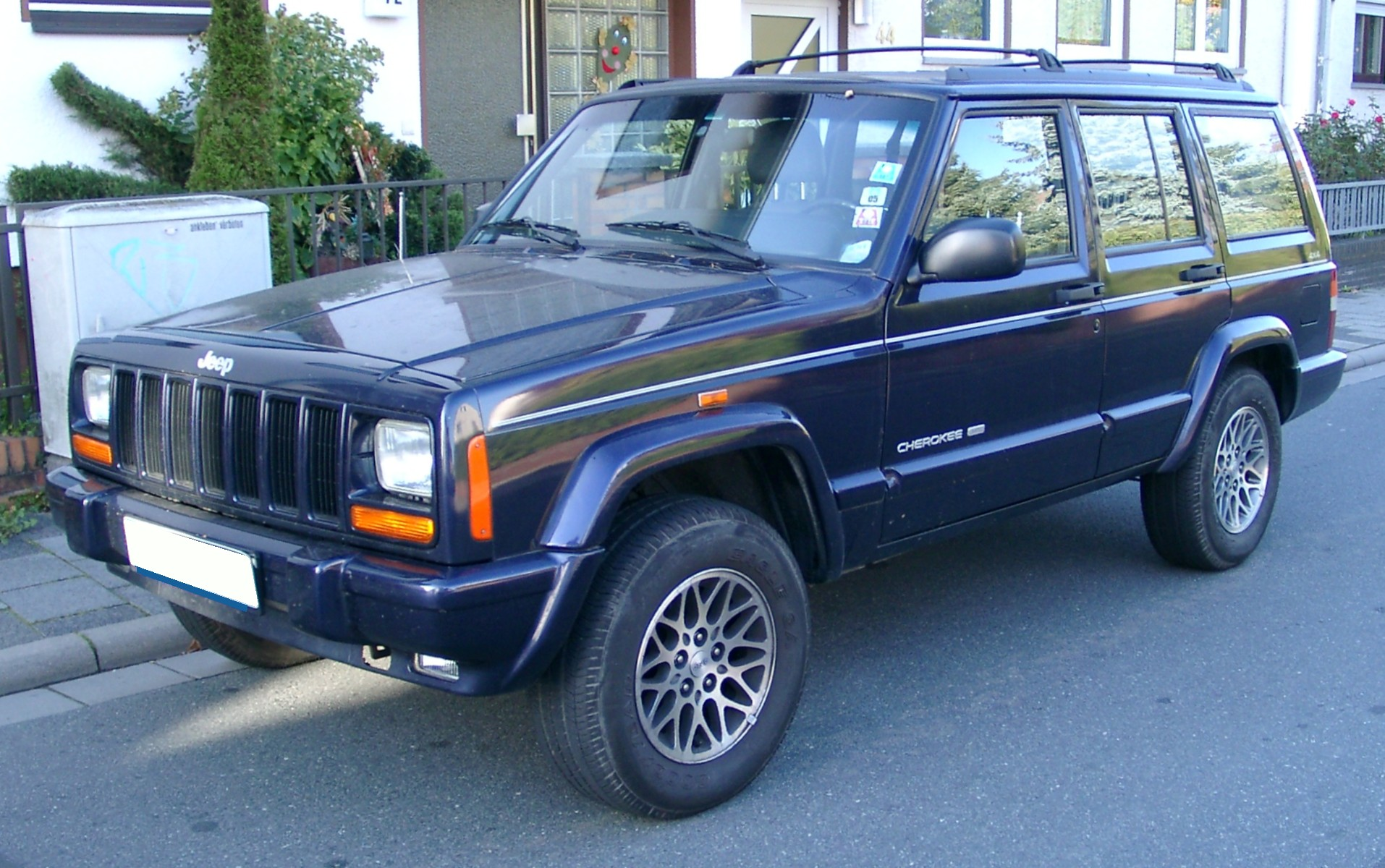
Versión europea del Cherokee XJ

El XJ se introdujo en los mercados europeos con volante a la izquierda en 1985, un año después de su debut en Estados Unidos. Sin embargo, los mercados europeos con volante a la derecha solo comenzaron a recibirlos oficialmente en 1993, aunque una pequeña cantidad de importaciones personales habían estado llegando al Reino Unido con el volante a la izquierda durante varios años antes. Se ofrecieron modelos en ambos mercados hasta la descontinuación del XJ en 2001, momento en el que fue reemplazado por el Jeep Cherokee (KJ), que mantuvo el nombre de Cherokee para su venta en Europa, a pesar de compartir poca herencia mecánica con su predecesor. El Cherokee a menudo se vendía en Europa como parte de la línea de Renault y, en ocasiones, se lo denominaba Renault Jeep Cherokee en los medios de publicidad, aunque nunca se vendió con las insignias de Renault. Sin embargo, las versiones de automovilismo del Cherokee que compitieron en el Rally Dakar sí usaban insignias de Renault.
Se ofreció una versión furgoneta del XJ además de los vehículos de pasajeros estándar en algunos mercados europeos. Disponibles en modelos con volante a la derecha y a la izquierda, se diseñaron para cumplir con las reglamentaciones fiscales relajadas de algunos Estados miembros de la UE aplicables a los vehículos destinados principalmente a su uso comercial. Se sabe que se vendieron versiones de dos y de cuatro puertas, siendo las principales diferencias con los modelos estándar los paneles de metal en lugar de las ventanas laterales traseras. Carecían de asientos traseros, y disponían de una plataforma de carga completamente plana. Las variantes con tracción en dos ruedas y tracción en las cuatro ruedas estaban disponibles, impulsadas por el motor VM Motori 2.5 L diésel acoplado a la transmisión manual Aisin AX-15. Las fotografías de este modelo se pueden encontrar en el enlace siguiente.

## XJ en China

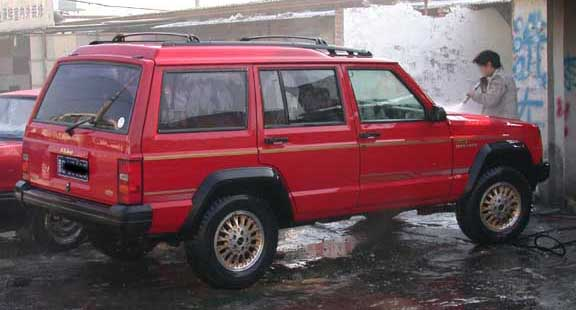
Beijing BJ2021, un Jeep XJ con techo elevado y mayor distancia entre ejes (1984-2005)

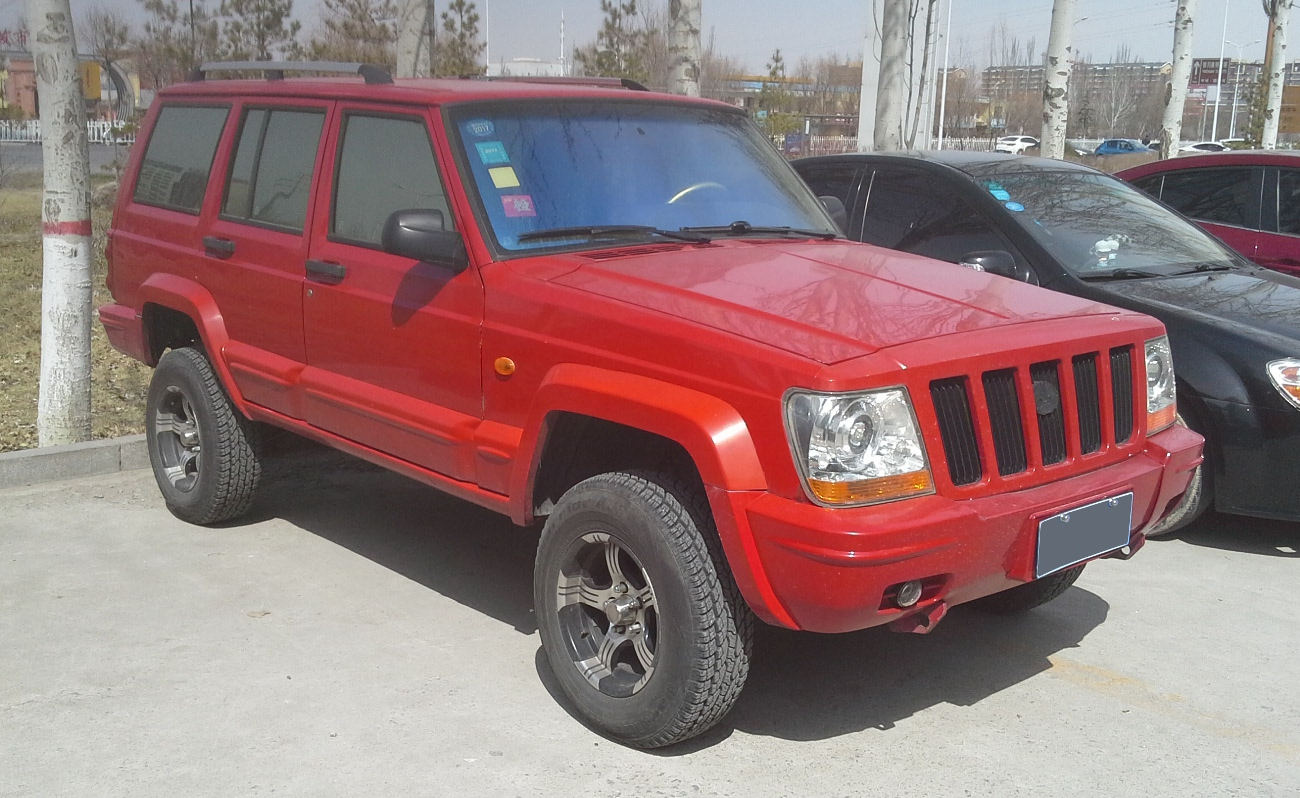
BAW Qishi (2009-2014)

American Motors estableció la primera empresa conjunta de fabricación de automóviles en la República Popular China para ensamblar el Cherokee de cuatro puertas.[¿cuándo?] La producción continuó después de que AMC fuera adquirida por Chrysler. Los modelos para el mercado chino BJ 7250 (con tracción trasera) y BJ 2021 (con tracción en las cuatro ruedas) tenían un techo elevado en la parte trasera, ya que a menudo estaban destinados a ser conducidos por un chofer. El BJ2021 estaba disponible con un motor de 2,5 L y una caja de cambios manual de 4 velocidades para el modelo del año 1985 hasta 2005. Para 1993, estaba disponible una versión de 6 cilindros y 4 L acoplada a una caja de cambios manual de 5 velocidades. El BJ7250 usaba el mismo motor de 2.5 L que el BJ2021, pero con una caja de cambios manual de 5 velocidades.
El BJ2021 medía 4290 milímetros de largo, 1800 milímetros de ancho y 1620 milímetros de alto, además de disponer de una distancia entre ejes de 2580 milímetros. El BJ7250, sin embargo, era 90 milímetros más corto en longitud, 40 milímetros más corto en ancho, 10 milímetros más alto, y 5 milímetros más corto en distancia entre ejes.
La producción bajo Mercedes-Benz continuó en la asociación que pasó a llamarse Beijing-Benz DaimlerChrysler Automotive. El modelo más reciente con una parrilla, faros y otras actualizaciones se conocía como Jeep 2500. y se fabricó hasta 2005. Es notable que el diseño del Cherokee original de AMC se siguió fabricando y vendiendo después de permanecer prácticamente sin cambios durante más de veinte años.
El diseño de los Jeep para el mercado chino era similar al de los del mercado estadounidense, con la excepción de una nueva parrilla frontal y faros, así como un sistema de iluminación revisado. El interior también recibió un volante y una consola central rediseñados.
El BJ2500, producido por Beijing Benz, estaba disponible con el motor de 2.4 L 4G64 de Mitsubishi, motores 2.5 L y 2.7 L conocidos como C498QA. El precio oscilaba entre 115.000 y 127.900 yuanes (16.600 a 18.470 dólares) para los modelos de 2,5 litros y 128.000 yuanes para el modelo de 2,7 litros (18.480 dólares), mientras que los motores de 4.0 L y 4.7 L se conocían como C698QA1 y C8V93Q respectivamente, y ambos impulsaban al Jeep Grand Cherokee (WJ).
Después de 2009, Beijing Auto Works continuó la producción del Cherokee XJ para el mercado chino como BAW Qishi 骑士 (Caballero en chino). El Qishi usaba un motor de 2.0 L I4 y otro de 2.2 L I4, conocidos como 4G20 y 4G22, ambos antiguos diseños de Nissan, y disponía de una parrilla de 5 ranuras, junto con ruedas de 6 radios. La producción finalizó en 2014. Todos los Jeep con especificación china tenían una caja de cambios manual de 5 velocidades de serie.
El fabricante de automóviles chino Shuanghuan Auto, que es conocido por su copia de la parte delantera del Toyota Land Cruiser Prado (J120), la parte trasera del BMW X5 (E53) y de la parte lateral del BMW X3, el Shuanghuan Sceo, también hizo una copia del Jeep Cherokee XJ conocido como Shuanghuan SHZJ213. La plataforma BJ212 se utilizó para fabricar el automóvil. El SHZJ213 utilizó el motor BAW 492 de 2.4 litros acoplado a una caja de cambios manual de 5 velocidades. La producción se desarrolló entre 1994 y 1997.

## Fabricación
El XJ se fabricó en Toledo (EE. UU.); Pekín (China); Ferreyra (Argentina); El Cairo (Egipto); y en Valencia, (Venezuela); con una producción que alcanzó aproximadamente los 3 millones de unidades entre 1983 y 2001.

## Renacimiento del nombre en los EE. UU.
El 22 de febrero de 2013, Chrysler publicó fotos de prensa del sustituto del Liberty y también anunció que el nuevo modelo recuperaría el nombre de Cherokee. El Cherokee (KL) estaba basado en la plataforma ancha compacta de EE. UU. y contaba con una transmisión automática de nueve velocidades, una opción de un motor Tigershark I4 de 2.4 L con sincronización variable de válvulas MultiAir electrohidráulica de Fiat y elevación variable de válvulas, o un V6 de 3.2 L basado en el Pentastar 3.6 L V6, y tracción delantera y en las cuatro ruedas (esta última gracias al sistema Selec-Terrain de Jeep). El Liberty se vendió fuera de América del Norte como Jeep Cherokee, lo que permitió que el nuevo modelo se comercializara fácilmente a nivel mundial. Jeep también pensaba que el antiguo nombre atraería a los propietarios anteriores de un Jeep. El nuevo Cherokee se construyó en Toledo, Ohio. A mediados de 2017, el nuevo Cherokee (KL) se producía en Belvidere, Illinois.